# Philippe Bonnin
Philippe Pierre Bonnin (Boulogne-Billancourt, 30 aprile 1955) è un ex schermidore francese, vincitore di una medaglia d'oro nella scherma ai giochi olimpici.